# پروژه ارتباط انسانی
پروژه نقشه اتصالات عصبی مغز انسان (به انگلیسی: Human Connectome Project)، به اختصار HCP، پروژه ای ۵ ساله بود که در سال ۲۰۰۹ توسط ۱۶ عضو موسسه ملی بهداشت ایالات متحده صورت گرفت. HCP پروژه‌های تحقیقاتی خود را در قالب دو کنسرسیوم جدا دنبال می‌کند. این پروژه در ژوئیه سال ۲۰۰۹ میلادی به عنوان اولین چالش بزرگ سازمان NIH در زمینه علوم عصبی (neuroscience) آغاز شد. در تاریخ ۱۵ سپتامبر سال ۲۰۱۰، سازمان NIH اعلام کرد که اعتباراتی برای دو کنسرسیوم در نظر گرفته‌است. اعتباری به ارزش ۳۰ میلیون دلار در طول ۵ سال به کنسرسیومی اهدا شد که توسط دانشگاه واشینگتن در سنت لوئیس و دانشگاه مینه‌سوتا با همکاری دانشگاه آکسفورد (FMRIB) اداره می‌شد. همچنین اعتباری به ارزش ۸٫۵ میلیون دلار و در مدت ۳ سال به کنسرسیومی اهدا شد که توسط دانشگاه هاروارد، بیمارستان عمومی ماساچوست و دانشگاه کالیفرنیا، لس‌آنجلس اداره می‌شد.
هدف پروژه HCP تهیه نقشه شبکه ای از اتصالات مغزی بود که حقایقی را در زمینه اتصالات ساختاری و عملکردی نواحی مختلف مغز انسانهای سالم آشکار می‌کند. همچین داده‌های حاصل از این پروژه، تحقیقات موجود در زمینه اختلالات مغزی ناشی از اوتیسم، آلزایمر، اسکیزوفرنی و خوانش پریشی را تسهیل کرد.
این پروژه در ۲۸ نوامبر ۲۰۱۷ به‌طور رسمی مختومه اعلام شد.

## کنسرسیوم WU-Minn-Oxford
این کنسرسیوم مقادیر زیادی از داده‌های رفتاری و MRI را روی ۱٫۲۰۰ فرد مختلف جمع‌آوری کرده که شامل دوقلوها و برادارن و خواهران آن‌ها از بین ۳۰۰ خانواده بوده‌است. داده‌های بدست آمده آنالیز شده و ارتباطات ساختاری و عملکردی مغر هر فرد استخراج شده‌است. این ارتباطات توسط داده‌های رفتاری جمع‌آوری شده نیز تطبیق داده خواهند شد. مقایسه داده‌های اتصالات مغزی و داده‌های ژنتیکی، میان دوقلو‌هایی که از نظر ژنتیکی همسان هستند و دوقلوهای ناهمسان، نشان می‌دهد که هم ژن و هم محیط در تشکیل مدارات مغزی و تغییرات ژنتیکی مرتبط مشارکت می‌کنند.
این کنسرسیوم توانست، با استفاده از تکنولوژی‌های تصویربرداری غیرتهاجمی، از جمله تصویر برداری rfMRI، tfMRI, MEG، EEG و DWI نقشه اتصالات مغزی را در سطح ماکرو بررسی کند. در این شیوه، بجای تک تک نورون‌ها، تصویربرداری از ناحیه‌های مجزای مغزی در حالت ساختاری و عملکردی صورت می‌گیرد.
ده‌ها بازرس و پژوهشگر از ۹ مؤسسه در انجام این پروژه مشارکت کرده‌اند. دانشگاه واشینگتن در سنت لوییس، مرکز تحقیقات تشدید مغناطیسی در دانشگاه مینه سوتا، دانشگاه آکسفورد، دانشگاه سنت لوئیس، دانشگاه ایندیانا، دانشگاه آنونزیو پسکارا، مؤسسه ارنست استرانگمن، دانشگاه واریک، تکنولوژی‌های پیشرفته MRI و دانشگاه برکلی کالیفرنیا از جمله موسسات تحقیقاتی شرکت‌کننده بودند.
داده‌های بدست آمده از این تحقیقات به صورت عمومی و متن باز توسط پلتفرم تحت وب قابل دسترس است.

## کنسرسیوم MGH/Harvard-UCLA consortium
تمرکز این کنسرسیوم بیشتر بر روی بهینه‌سازی تکنولوژی MRI برای ثبت تصاویر هرچه بهتر از مغز و ارتباطات ساختاری قسمت‌های مختلف آن با استفاده از MRI بود. هدف HCP افزایش رزولوشن مکانی، کیفیت و سرعت تصویربرداری است. تصویربرداری MRI که در هر دو پروژه استفاده می‌شود، ارتباطات فواصل طولانی فیبروزهای مغزی را با استفاده از مسیر یابی حرکت آب بدست می‌آورد (ترکتوگرافی). الگوی انتشار آب در انواع مختلف سلول‌ها، شناسایی انواع مختلف بافت‌ها را ممکن می‌سازد. با استفاده از این روش تصویربرداری، مسیرهای طولانی نورون که ماده سفید مغز نام دارند، به وضوح مشخص می‌شوند.
اسکنر جدیدی که مخصوص این پروژه در مرکز MGH Martinos ساخته شده‌است، ۴ تا ۸ برابر بهتر از اسکنرهای عادی است که تصویربرداری از آناتومی دستگاه عصبی را با حساسیت بیشتری نسبت به گذشته ممکن می‌سازد. اسکنر فوق توان گرادیانی برابر با ۳۰۰ میلی‌تسلا بر متر و سرعت چرخش برابر با ۲۰۰ تسلا بر متر بر ثانیه دارد. مقدار b-value برای این اسکنر تا مقدار ۲۰٫۰۰۰ نیز تست شده‌است. جهت انجام مقایسه بهتر بین این اسکنر و اسکنرهای عادی لازم بذکر است که مقدار حداکثر گرادیان اسکنرهای عادی ۴۵ میلی تسلا بر متر است و b-value آن‌ها در حدود ۷۰۰ می‌باشد.

## تست‌ها و اندازه‌گیری‌های رفتاری
برای درک بهتر ارتباط میان اتصالات مغزی و رفتار فرد، پروژه HCP از برخی از تست‌ها و اندازه‌گیری‌های قابل اطمینان و معتبر استفاده خواهد کرد تا محدوده گسترده‌ای از کارکردها و توانایی‌های انسان را ارزیابی کند. هسته مرکزی این تست‌ها ابزار و روش‌هایی است که توسط تولباکس NIH برای ارزیابی عملکردهای رفتاری و عصبی، ابداع شده‌اند.

## پژوهش
پروژه HCP از گروه‌های بزرگی از تیم‌های تحقیقاتی بهره می‌برد. این تیم‌ها از اسکن و تحلیل‌های مختلف مغز که توسط پروژه ابداع شده‌است، استفاده می‌کند. این مطالعه معمولاً از گروه‌های بزرگی از شرکت کنندگان نیز بهره برده، زوایای مختلفی از مغز آنان را اسکن کرده و با دقت بالایی محل ساختارهای مختلف داخل مغز هر فرد را ثبت می‌کنند. مطالعاتی که در پروژه HCP انجام گرفته، هم‌اکنون توسط تسهیلات هماهنگی کونکتوم دسته‌بندی شده‌اند. این مطالعات به ۳ دسته تقسیم‌بندی می‌شوند: اتصالات مغزی افراد سالم، داده‌های اتصالات مغزی ثبت شده در طول عمر افراد، اتصالات مغزی مرتبط به بیماری‌های انسان. گروه‌های تحقیقاتی مختلفی تحت این ۳ دسته کار کرده و به دنبال پاسخگویی به سوالات خاصی در این زمینه‌ها هستند.

### اتصالات مغزی میان افراد سالم
مطالعات HCP روی افراد جوان، اتصالات مغزی را میان ۱۱۰۰ فرد جوانی که در دسترس گروه تحقیقاتی بودند، ثبت کرده‌است. دانشمندان، داده‌های بدست آمده از این پروژه را برای اثبات این تئوری استفاده کرده‌اند که کدام نواحی مغزی با یکدیگر در ارتباط هستند. به عنوان مثال یکی از مطالعات صورت گرفته توسط داده‌های بدست آمده از پروژه، نشان داد که آمیگدال (یکی از نواحی ضروری مغز در پردازش احساس) به آن قسمت‌هایی از مغز متصل است که اطلاعات حسی و جابجایی را دریافت می‌کند. مطالعه دیگری که انجام گرفت نشان داد، افرادی که بیشتر مستعد اضطراب و افسردگی هستند، اتصالات کمتری بین آمیگدال و نواحی دیگر مغزی مربوط به تمرکز و توجه دارند.

### داده‌های اتصالات مغزی ثبت شده در طول عمر افراد
در حال حاضر ۴ گروه مختلف تحقیقاتی وجود دارند که داده‌های مربوط به اتصالات مغزی افرادی غیر از افراد جوان را جمع‌آوری می‌کنند. هدف این گروه‌ها تعیین اتصالات عادی مغز در بین نوزادان، کودکان، نوجوانان و افراد میانسال و سالخورده است. دانشمندان داده‌های بدست آمده توسط این ۴ گروه تحقیقاتی را با همان روش‌های موجود در دستهٔ اتصالات مغزی افراد سالم تحلیل خواهند کرد.

### اتصالات مغزی مرتبط با بیماری‌های انسان
۱۴ گروه تحقیقاتی مختلف، چگونگی تغییرات اتصالات مغزی، طی بیماری‌های خاص را بررسی می‌کنند. ۴ گروه از این تعداد بر روی آلزایمر یا زوال عقل تمرکز کرده‌اند. آلزایمر و زوال عقل بیماری‌هایی هستند که در اثر افزایش سن ظهور می‌کنند. از دست دادن حافظه و نقص‌های شناختی افراد از جمله نشانه‌های پیشرفت این بیماری‌ها هستند. دانشمندان معتقدند آلزایمر نوعی بیماری است که دلیل و منشأ مشخصی دارد، درحالیکه زوال عقل نشانه‌هایی دارد که به چندین دلیل و منشأ نسبت داده می‌شود. ۲ گروه دیگر تحقیقاتی بیماری‌هایی را بررسی می‌کنند که منجر به مختل شدن اتصالات دیداری (ویژن) مغز می‌شوند. ۴ گروه تحقیقاتی دیگر نیز بر روی اختلالات اضطراب و اختلالات افسردگی تمرکز کرده‌اند. این بیماری‌ها نوعی اختلالات روانشناسی هستند که منجر به حالات نامناسب احساسی در فرد بیمار می‌شوند. ۲ گروه دیگر نیز بر روی تأثیرات روان‌پریشی تمرکز کرده‌اند. روان پریشی یکی از علائم اختلالات روانی است که در آن، فرد بیمار، واقعیت را متفاوت با آنچه که دیگران درک می‌کنند، درک می‌کند. یکی از تیم‌ها نیز تحقیقاتی در زمینه صرع انجام می‌دهد. صرع، بیماری‌ای است که توسط تشنج‌های متعدد شناسایی می‌شود. در نهایت، یکی از تیم‌ها نیز اتصالات مغزی آمیش‌ها را ثبت می‌کنند. آمیش‌ها گروهی از افراد قومی و مذهبی که نرخ بالایی از اختلالات روانی دارند.
اگرچه که تئوری‌های موجود در رابطه با نحوه اتصالات مغزی، در بیماری‌های مختلفی که بررسی می‌شود، تغییر می‌کند، اما داده‌های بدست آمده از افراد سالم، بسیاری از این تئوری‌ها را پشتیبانی می‌کنند. برای مثال، آنالیزی که بر روی مغز افراد سالم صورت گرفت، این تئوری را که افراد دارای اختلالات خشم و افسردگی، اتصالات کمتری میان مراکز احساسی و نواحی تمرکز و توجه دارند، ثابت نمود. پژوهشگران امیدوارند تا از طریق جمع‌آوری داده‌های این بیماران، به چگونگی تغییر اتصالات مغزی این افراد در طول زمان، پی ببرند.

## لینک‌های کاربردی
HCP wiki - Human Connectome Project wiki
ICA-FIX - Documentation on ICA-FIX algorithm used on resting state fMRI data

## مناسب برای مطالعه
- Connectome: How the Brain's Wiring Makes Us Who We Are
- Connectomics
- Connectogram
- Outline of brain mapping
- Outline of the human brain